# ハナイカダ
ハナイカダ（花筏・青莢葉、学名: Helwingia japonica）はモチノキ目ハナイカダ科ハナイカダ属に属する落葉低木。別名、ヨメノナミダ（嫁の涙）。北海道南部以南の森林に自生する。葉の上に花が咲くのが特徴である。やわらかな葉は山菜として利用できる。

## 名称
和名ハナイカダの由来は、「花筏」の意味であり、葉の中央に小花をつける様子が、葉を筏に見立てて、花は船頭が乗っているように見えることによる。別名が多く、イカダソウ、イボナ、ツキデノキ、ツギネ、ツクデンハ、ママコナ、ママッコ、ママコモチ（継子冬青）、ヨメノナミダなどとよばれ、山菜名でママッコナ、ムコナともよばれる。
学名の属名 Helwingia（ヘルウィンギア）は植物誌を著したドイツ人医師ヘルウィングの名に因むものであり、種小名 japonica（ジャポニカ）は「日本の」という意味である。

## 分布と生育環境
北海道（南部）、本州、四国、九州に分布する。山沿いの平地から丘陵地、山地に分布し、やや湿り気のある原野や林内の日陰地、河畔などに自生する。特に、半日陰に多く生え、湿った樹林内や岩礫地の大小の集団を作って群生することが多い。森林のやや暗い沢筋などでもよく見られる。庭木にもされる。

## 形態
落葉性広葉樹の低木で、高さは1 - 3メートル (m) 程度になる。幹はよく叢生し、太くはならなず、あまり木本という感じがしない。茎は緑色から暗紅紫色で無毛、太くなると皮目が縦に裂けてゴツゴツした感じになり、隆起した皮目が目立つ。早春に、茎頂付近に数本の新しい枝を放射状に出して葉を開く。枝は稜があり、一年枝はしなやかでやわらかい。葉は柄がついて茎頂に集まって互生し、葉身は広楕円形から楕円形や長楕円形で、長さは6 - 12 cmほど、浅い緑色で柔らかい。葉縁はとげ状の鋸歯になっており、それぞれの先端が少し葉の上面に突き出す。
花期は春から初夏（5 - 6月ごろ）。雌雄異株。葉の中央に1 - 3個（雌花）または3 - 8個（雄花）の淡黄色から緑色の花がかたまって咲く。花は子房下位、花弁は3 - 4枚。花後、雌株の葉の中央につける豆のような果実は液果で、直径4 - 5ミリメートル (mm) の球形で、夏から秋にかけて黒く熟す。1枚の葉の上には1個の果実がつくのがふつうだが、しばしば2 - 3個の実を結ぶものもある。果実には種子を2 - 4個含む。この液果は甘味があり食べられる。
花とは、本来は一つの枝の先端に生殖用の葉が集まったものであり、芽の出来る位置に作られる。従って通常は葉に花が付くことはない。この植物の場合、進化的には花の花柄が、葉の中央の主脈に合着しているために、あたかも葉の中央に花がついているように見えている。
冬芽は円錐形や卵形で枝と同色で、芽鱗2 - 4枚に包まれている。枝先の頂芽は側芽よりも大きく、側芽は小さく枝に互生する。葉痕は半円形で、維管束痕が1個つく。

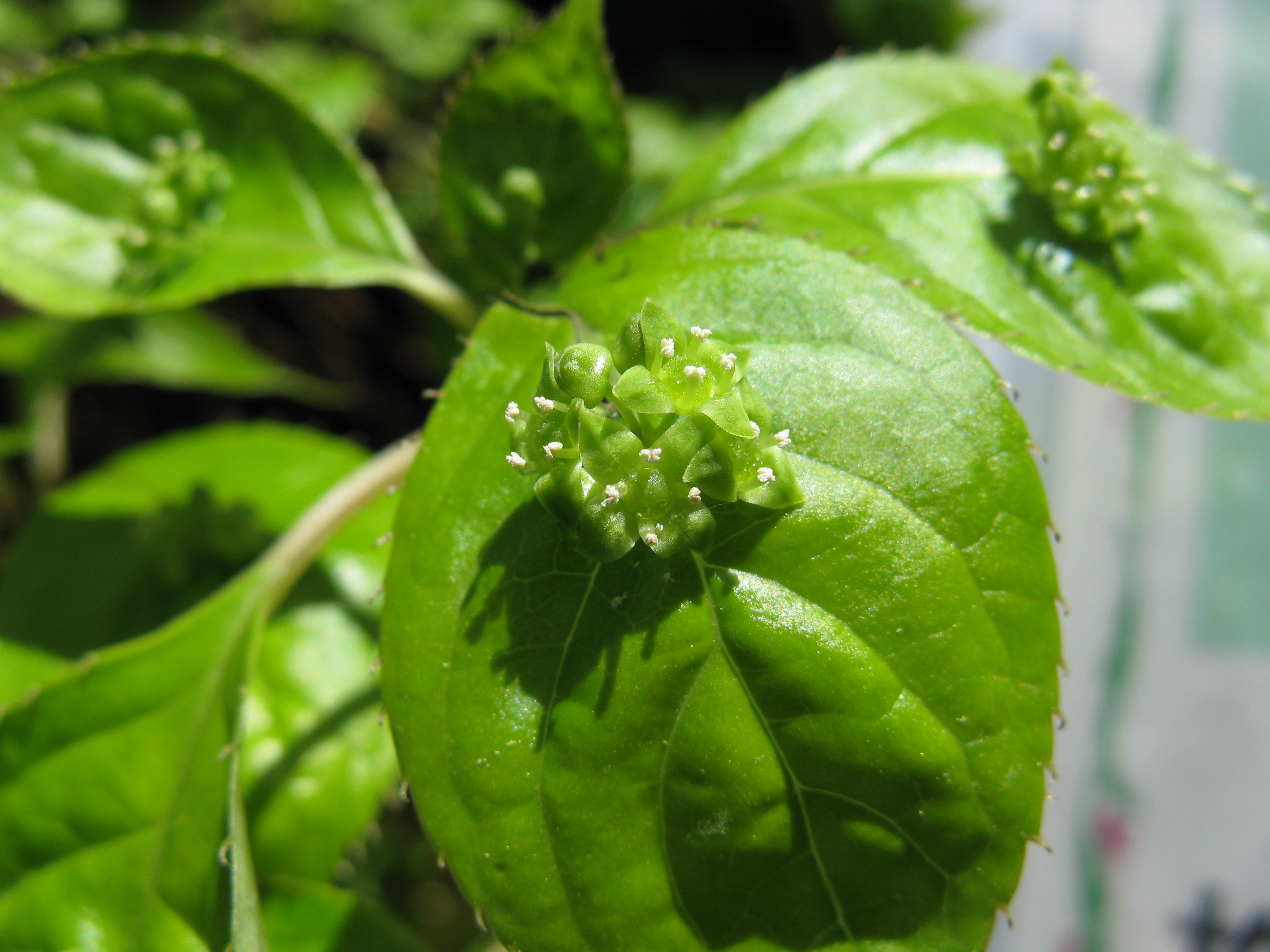
花
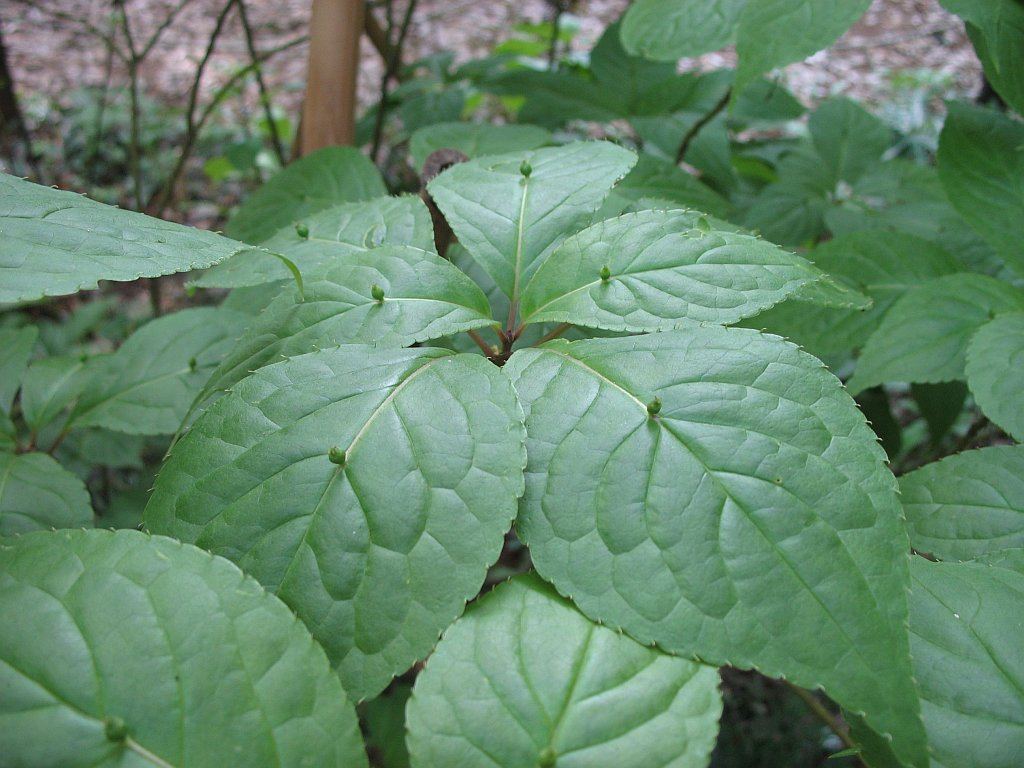
若い果実
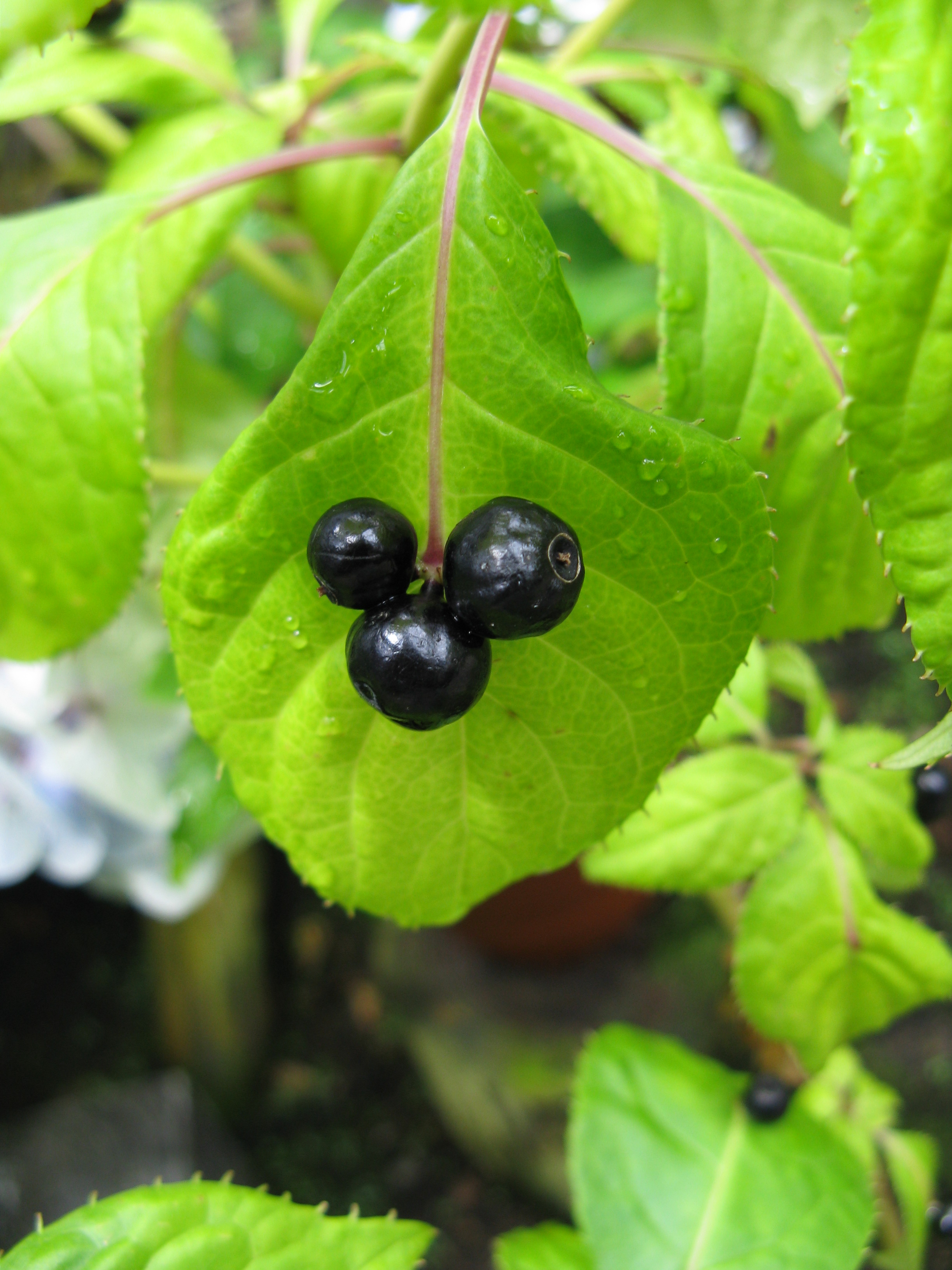
熟した果実

## 利用
落葉性の灌木でさほど大きくならないが、花や葉の面白さから庭園や庭木として植えられる。
枝先につく若芽は、山菜として食用になる。採取時期は関西以西が4 - 5月ごろ、中部以北が5 - 6月ごろが適期とされ、葉が開き始めた若芽のつけ根から間引くように摘み取って採取する。軽く茹でて水にとって冷まし、おひたし、ごま・酢味噌・からしなどの和え物、煮びたしとしたり、生のまま天ぷら、油炒め、汁の実、佃煮にする。細かく刻んで、米飯に混ぜ込んでもよい。食味は、葉がやわらかくて強いアクやクセがなく、食べやすいと評されており、花がついた葉も同様に利用できる。若芽は独特の風味があっておいしく食べられるという評価や、中でも天ぷらがおいしいという評価が言われている。
果実は夏から秋（9 - 11月）に採取して、生食や果実酒にできる。一方で、この果実は非常にまずくて食べられないという評価もある。

## 分類
変種として南西諸島にリュウキュウハナイカダ var. liukiuensis、台湾にタイワンハナイカダvar. formosanaが分布する。同属にはH. chinensis、H. himalaicaがあり、中国南部、ヒマラヤに分布する。